# IC 3244
IC 3244 ist eine spiralförmige Radiogalaxie vom Hubble-Typ Sc im Sternbild Coma Berenices am Nordsternhimmel. Sie ist schätzungsweise 566 Millionen Lichtjahre von der Milchstraße entfernt und hat einen Durchmesser von etwa 135.000 Lichtjahren. Unter der Katalognummer VVC 627 wird sie als Mitglied des Virgo-Galaxienhaufens gelistet, ist dafür jedoch zu weit entfernt.
Im selben Himmelsareal befinden sich u. a. die Galaxien NGC 4298, NGC 4302, IC 3238, IC 3301.
Das Objekt wurde am 7. Mai 1904 von Royal Harwood Frost entdeckt.